# Ма Аньлян
Ма Аньлян (кит. 马安良; 1855, Хэчжоу, провинция Ганьсу, Цинская империя — 24 ноября 1918, Хэчжоу, провинция Ганьсу, Китайская республика) — китайский генерал позднего периода династии Цин и начала Китайской республики.

## Биография
По национальности — хуэй. Родился в 1855 году в городе Хэчжоу, провинция Ганьсу. Сын китайского генерала-мусульманина Ма Чжаньао (马占鳌; 1830—1886). Братья — Ма Голян (马国良) и Ма Суйлян (馬遂良). Ма получил китайское и исламское образование. Его мусульманское имя было Абдул-Маджид (阿卜都里默直底).

## Военная карьера
Он перешел на сторону династии Цин в 1872 году во время Дунганского восстания (1862—1877) вместе с несколькими другими мусульманами-хуэй, включая его отца Ма Чжаньао, Ма Хайана и Ма Цяньлина. Они принадлежали к Хуаси менхуань суфийского ордена Хафия Накшбандия. Они помогали китайскому генералу Цзо Цзунтану в подавлении мусульманского восстания. В 1877 году его отец Ма Чжаньао разгромил группу мусульманских повстанцев, продолжавших боевые действия под Хэчжоу.
Генерал Ма Аньлян присоединился к цинскому генералу Цзо Цзунтану в кампании против тюркских мусульманских повстанцев под командованием Якуб-бека. Ма Аньлян возглавил целую армию, состоящую из китайских мусульманских войск, против тюрко-мусульманских сил Якуб-бека и победил его, отвоевав Туркестан для Китая.
Дун Фусян, Ма Аньлян и Ма Хайан были первоначально вызваны в Пекин во время Первой китайско-японской войны в 1894 году, но вспыхнуло Дунганское восстание (1895), и впоследствии их отправили подавлять повстанцев.
В 1895 году он служил вместе с ханьским китайским генералом Тан Яньхэ и уроженцем Ганьсу, генералом Дун Фусяном, помогая им в подавлении другого мусульманского восстания, Дунганского восстания (1895—1896). Его мусульманская кавалерия разгромила мусульманских повстанцев у горы Бычье Сердце и сняла осаду Хэчжоу 4 декабря. Он возглавил кавалерийские войска Хуэй, чтобы уничтожить повстанческих мусульманских бойцов-саларов, которые согласились вести переговоры безоружными на банкете, сказав им: «Отрекитесь от меня как от мусульманина, если я обману вас», и получил звание генерала Синьцзяна и полковника Хэчжоу после подавления восстания. Восстание возглавили Ма Юнлинь, Ма Ванфу и Ма Дахан. Ма Дахан был публично казнен. Говорили, что мусульманская кровь запятнала красную шапку Ма Аньляна.
Во время той войны в 1895 году Ма снял осаду Синина с помощью четырёх инь (инь — китайская единица батальона). Ма был назначен в «Баркульское военное командование» ещё до 1910 года.
Во время реформы «Сто дней» в 1898 году Дун Фусян, Ма Аньлян и Ма Хайан были вызваны в Пекин и вместе с Ма Фулу и Ма Фусяном помогли положить конец реформаторскому движению.
В 1900 году, во время Боксерского восстания, Ма Аньлян в роли Тунлин из Хо-Чоу присоединился к Дун Фусяну в борьбе против иностранцев.
В 1905 году Ма Аньлян в сотрудничестве с ханьским китайским судьей Ян Цзэнсинем предпринял попытку арестовать и казнить лидера ихвани (по-арабски Ихван) Ма Ваньфу. Ма Ци, один из подчиненных Ма Аньляна, организовал спасательную операцию и доставил Ма Ваньфу в Синин.
Несмотря на то, что он был мусульманином, он и его мусульманские войска не проявили милосердия к мусульманам, восставшим против правительства Цин, и уничтожили их.
В 1911 году, когда разразилась Синьхайская революция, он возглавил более 20 батальонов мусульманских войск Хуэй, чтобы защитить династию Цин, напав на Шэньси, которую удерживали революционеры под командованием Чжан Фэнхуэя. Ма Аньляну, Чангэну и Шэнъюню не удалось захватить провинцию Шэньси у революционеров. Когда цинский император Пу И отрекся от престола, Ма согласился присоединиться к новому правительству Китайской республики под руководством Гоминьдана.
Хуэйский генерал Ма Аньлян отказался от дела Цин после отречения императора во время Синьхайской революции, в то время как маньчжурский генерал-губернатор Шэнъюнь был в ярости из-за революции.
Прореволюционные хуэйские мусульмане, такие как губернатор Шэньси Ма Юйгуй и пекинский имам Ван Куан, убедили генерала Ма Аньляна прекратить боевые действия, сказав ему, как мусульманам, не убивать друг друга ради цинских монархистов и вместо этого встать на сторону республиканских революционеров. Затем Ма Аньлян согласился покинуть Цин благодаря сочетанию действий Юань Шикая и этих сообщений от других Хуэй.
В октябре 1903 года в Или Ма Аньлян служил «бригадным генералом». В апреле 1912 года он стал «главнокомандующим» Ганьсу.

## Политическая и религиозная ориентация
Ма Аньлян боролся против восстания Бай Лана и напал на мусульманскую организацию Сидаотан (кит. 西道堂). Он с подозрением относился к республиканизму Сидаотана, поскольку Ма был консерватором и монархистом и поддерживал Юань Шикая . Ма организовал расстрел основателя Сидаотана Ма Циси и его семьи. Солдаты Хань и Хуэй под командованием генералов Хуэй Ма Анляна и Ма Ци объединились, чтобы сражаться против бандитской армии Бай Лана
.
В 1914 году Ма Анлян пытался истребить «Новую новую секту» Сидаотан и её лидера Ма Циси (его арабское имя было Эрса (Иисус), на Западе он был известен как «Пророк Иисус»).
Генерал Ма Аньлян был де-факто старшим лидером всех мусульман на северо-западе Китая с начала республиканской эпохи в 1912 году до своей смерти. На этом посту его сменил генерал Ма Фусян.
Ма Аньлян считался «реакционером», а «ученый» генерал Ма Фусян считался «прогрессивным».
В 1917 году Ма Аньлян приказал своему младшему брату Ма Голяну подавить восстание тибетцев в Сюньхуа, восставших из-за налогов, наложенных на них Ма Аньляном. Ма Аньлян не сообщил об этом центральному правительству в Пекине и получил за это выговор, а Ма Ци был отправлен правительством для расследования дела и подавления восстания.
Он умер в Хэчжоу (Хочжоу) 24 ноября 1918 года. его готовность сражаться против своих собратьев-мусульман. После его смерти американский вице-консул в Калгане Родни Гилберт похвалил Ма Аньляна в «Вестнике» за сохранение мира в Ганьсу, который он поддерживал своей готовностью сражаться против своих собратьев-мусульман. Ма Аньляна также хвалили за защиту «своего народа от межконфессиональной розни и опиума».
Ма Фусян фактически занял место Ма Аньляна в качестве фактического лидера мусульман на северо-западе Китая, когда Ма Аньлян умер в 1918 году.

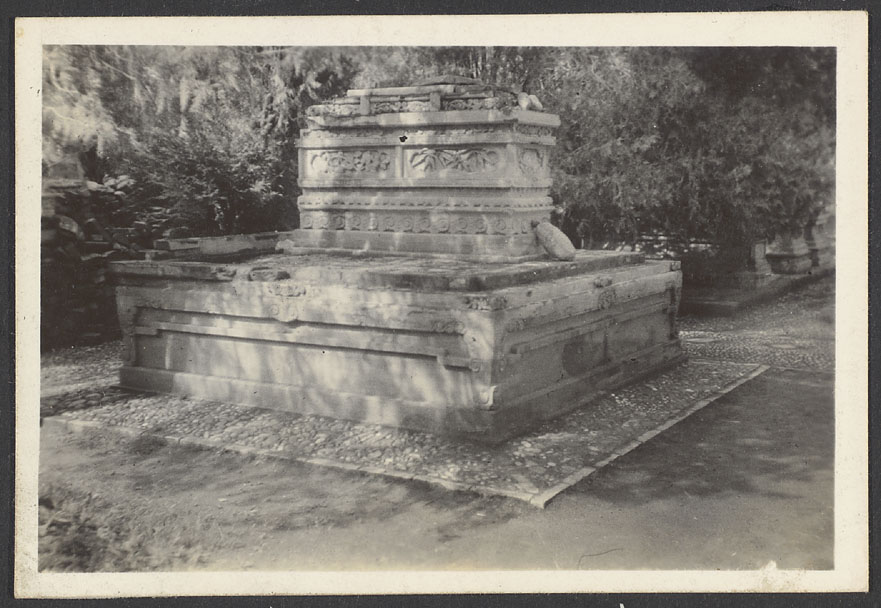
Могила Ма Аньляна

## Семья
Его отцом был Ма Чжаньао, а братом — Ма Голян.
У него было пятеро сыновей: Ма Тинсянь (кит. 馬廷勷) (третий сын), Ма Тинсянь (кит. 馬廷賢) (четвертый сын) и ещё трое неизвестных детей. Ма Тинсянь был казнен в 1962 году Народным судом. Ма Тинсян был третьим сыном Ма Аньляна. Он был казнен Фэн Юйсяном после первого восстания против Фэна и Гоминьцзюня, перешедший на сторону Чан Кайши и Гоминьдана после того, как Чан и Фэн начали войну друг против друга, и, наконец, после того, как Чан уволил Ма со своих постов, попытался бежать и был схвачен Фэном. Ма Тинсян и его мусульманская армия совершили многочисленные злодеяния против тибетских буддистов в Джоне, монастыре Чоне, Таочжоу и монастыре Лабранг во время восстания.

## Пэрство
Юань Шикай сделал Ма Аньляна бароном первого ранга (一等男; Yī děng nán) Китайской империи (1915—1916).